# 羅莎莉·拉莫里耶
羅莎莉·拉莫里耶（法語：Rosalie Lamorlière、1768年3月19日—1848年2月2日），原名瑪麗-羅莎莉·德拉莫里耶（Marie-Rosalie Delamorlière）），是一名法國女僕，他是法國皇后玛丽·安托瓦内特的最後一名僕人。

## 生平
羅莎莉於1768年3月19日出生於布勒特伊，父親是鞋匠法蘭索瓦·德·拉莫里耶（François de Lamorlière，1738年–1812年），母親為瑪格麗特·夏洛特·瓦孔桑（Marguerite Charlotte Vaconsin），母親在羅莎莉12歲時去世。羅莎莉大部分時間與六個兄弟姐妹一起住在巴黎塞夫尔路。
1792年九月屠杀後，24歲的羅莎莉於巴黎古监狱擔任僕人，並使用「羅莎莉·拉莫里耶」這個名字以避免與貴族混淆。不久後，瑪麗·安托瓦內特的前任女僕因故被突然解雇，從而使羅莎莉在監獄負責人理查夫婦的引薦下得以遞補瑪麗·安托瓦內特的僕人，儘管這份工作僅為臨時性質，但薪酬相對優渥，直至1793年10月16日瑪麗·安托瓦內特被處決為止。1799年，羅莎莉結束僕人職務，此後繼續在巴黎的各個家庭擔任僕人或廚師。
1801年，羅莎莉居住巴黎第七區從事裁縫的工作。這一職業資訊來自同年7月31日其女兒出生證明的記載。她在此時重新使用了自己的原名，並將這個名字賦予了女兒。
1824年，歷史學家加斯帕爾-路易·拉方·多松（Gaspard-Louis Lafont d'Aussonne）試圖撰寫瑪麗·安托瓦內特的傳記。他曾拜訪畫家約瑟夫·博茲的女兒們，他們因探視被囚禁的父親而結識羅莎莉，而令多松獲知羅莎莉的存在。多松遂訪問了羅莎莉，以還原王后在獄中的經歷。他將羅莎莉的證言收錄於其著作《瑪麗·安托瓦內特的不幸與死亡的秘密與普世回憶錄》（Les Mémoires universels, secrets et infortunes de Marie-Antoinette）的附錄中。根據羅莎莉的敘述：
8月2日夜晚，當王后自圣殿塔抵達時，我注意到她未攜帶任何衣物或隨身物品。次日起，王后每日均要求更換內衣，然而理察夫人（Madame Richard）因害怕牽連自身，不敢提供任何物品。最終，一位名叫米肖尼斯（Michonis）的市政官親自前往聖殿塔，十天後，一個包裹從地牢送來。王后立刻打開，裡面有漂亮的巴蒂斯特襯衫、手帕、圍巾、黑色絲綢或絲絨長襪、晨間穿的白色內衣、幾頂睡帽，以及數條寬窄不一的白色絲帶。
1836年，作家昂利埃特·西蒙-維耶諾特（Henriette Simon-Viennot）亦曾採訪羅莎莉，以補充關於王后最後時光的資料。西蒙-維耶諾特雖出身於支持革命的資產階級家庭，卻希望為王后「平反」。她在著作《十九世紀眼中的瑪麗·安托瓦內特》（Marie-Antoinette devant le XIXe siècle）中，提供了唯一一段有關羅莎莉外貌的描述，稱其為「一位高挑、瘦削而優雅的女性」。
關於羅莎莉的外貌已無法考證。根據拉方·多松的記錄，羅莎莉曾提及博茲的女兒之一烏爾蘇拉（Ursule）曾為她畫過一幅肖像並贈予她。然而，這幅畫像後來因經濟拮据而被出售，其下落至今不明。唯一一幅據稱描繪羅莎莉形象的作品，是法國畫家托尼·羅伯-弗勒里（Tony Robert-Fleury）於1906年繪製的《瑪麗·安托瓦內特處決前的清晨》（Marie-Antoinette, le matin de son exécution），但此畫並非基於羅莎莉的實際形象，而是後人依據想像所繪製的。

### 晚年

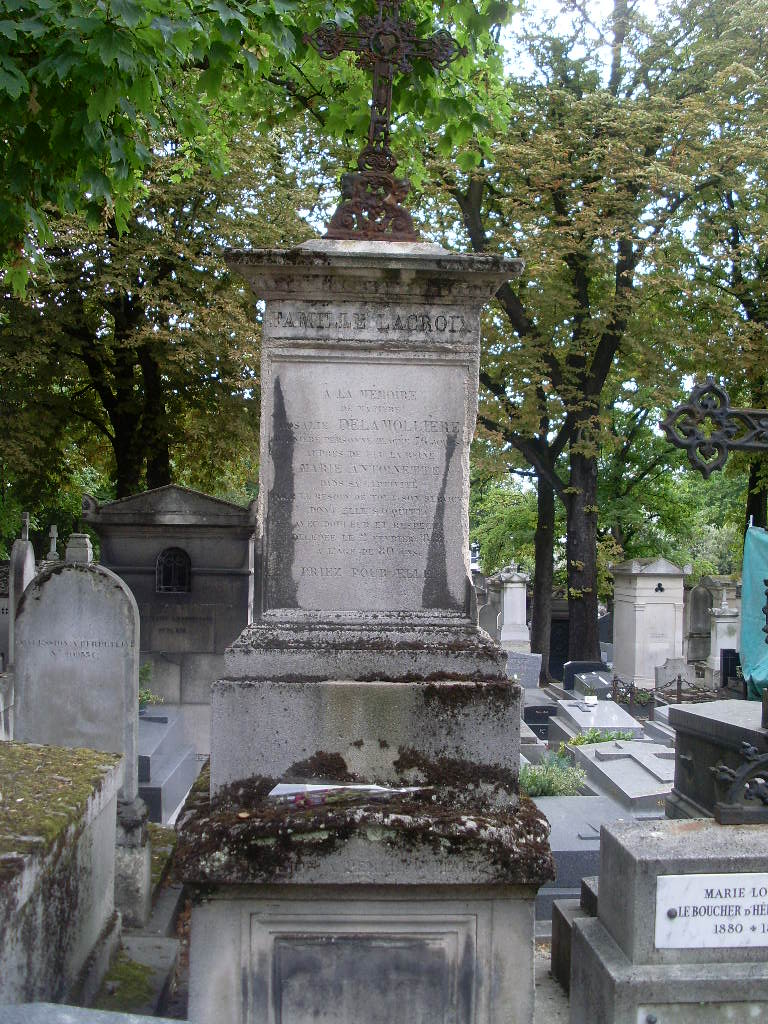
拉莫里耶家族墓，位於拉雪兹神父公墓。

羅莎莉於1848年2月2日於巴黎塞夫尔路一家安養院逝世，享壽79歲。她被安葬於蒙帕纳斯公墓的合葬坑中。然而，在她女兒及女婿位於拉雪兹神父公墓的家族墓碑上，刻有獻給母親羅莎莉的墓誌銘。。

## 個人生活
羅莎莉未曾結婚，但育有一女瑪麗-羅莎莉·德·拉莫里耶（Marie Rosalie de Lamorlière，1801年–1895年），父親身份不詳 羅莎莉並未親自撫養女兒，而是將其送至公共救濟機構。據歷史學者盧多維克·米塞羅勒（Ludovic Miserole）所言：「當時作為一名單身母親，生活非常艱難。」。由於女兒的出生證明上未註明父親姓名，且羅莎莉被標註為「未婚」，1835年，瑪麗-羅莎莉與珠寶商安托萬·拉克羅瓦（Antoine Lacroix）的婚前公證文件中發現了疑似父親的名字。然而該名字已被塗抹且無法辨認。

## 流行文化
羅莎莉的生平曾被記載於盧多維克·米塞羅勒於2010年出版的書籍《Rosalie Lamorlière, dernière servante de Marie-Antoinette》中，該書僅有法文版本。
羅莎莉亦被改編為日本漫畫家池田理代子筆下的少女漫画《凡爾賽玫瑰》的主要虛構角色羅莎莉·拉·蒙麗，也是續作《榮光的拿破崙─英雄交響曲》的登場人物。她還是2019年BBC廣播劇《My Friend, Marie Antoinette》的主角之一，由卡琳·阿德勒（Carine Adler）編劇，莉莉·洛夫萊斯（Lily Loveless）主演。

### 書目
- Fraser, Antonia. . London: Weidenfeld & Nicolson. 2001. ISBN 0-297-81908-9. OCLC 49751301.

## 外部連結
维基共享资源上的相關多媒體資源：羅莎莉·拉莫里耶